# Sebastianus Schützenbruderschaft Nettesheim
Die Sebastianus Schützenbruderschaft Nettesheim ist eine Sebastiansbruderschaft in Nettesheim.
Sie ist mit ihrer Gründung 1300 die älteste urkundliche erwähnte Sebastianusbruderschaft (nicht Gilde) in Deutschland. Sie zählt damit zu den ältesten noch existierenden Bruderschaften überhaupt. In Nettesheim wurde nach dem Zweiten Weltkrieg im Jahr 1948 das erste Schützenfest mit Umzug und Parade  in Deutschland gefeiert, maßgeblich dafür war der Einsatz des Schützenpräses Pfarrer Houben bei der englischen Besatzungsmacht. Pfarrer Houbens perfektes Englisch hat vorgeblich geholfen. Das Schützenfest am zweiten Sonntag im September ist bis heute jährlicher Anziehungspunkt für alle Nettesheimer aus nah und fern.